# Jurjen de Haan
Jurjen de Haan (Den Haag, 13 maart 1936 − aldaar, 8 maart 2018) was een Nederlands beeldhouwer en kunstschilder.

## Biografie
Met andere vertegenwoordigers van het nieuw realisme heeft hij gemeen dat hij studeerde, tussen 1955 en 1960, aan de Koninklijke Academie van Beeldende Kunsten te Den Haag. Tussen 1963 en 1991 was hij docent aan de Hogeschool voor de Kunsten te Arnhem. Hij was onder anderen leraar van Arja van den Berg en Paul Damsté. De Haan richtte zich in eerste instantie op het fotorealisme en ging zich allengs meer toeleggen op grote veelkleurige abstracte schilderijen die een fantasierijke en lichtelijk onbezonnen wereld oproepen. Vaak droegen meerdere kunstenaars uit de eerder genoemde groepering aan dergelijke schilderijen bij.
Het vroegtijdig overlijden van zijn partner Maarten van Dreven (Sneek, 1941 - Den Haag, 2001) heeft het Cobra-achtige kleurpalet van zijn schilderijen niet aangetast, maar het dromerige en het onbezonnene zijn sindsdien verleden tijd.